# 喬瓦尼·巴蒂斯塔·多納蒂
喬瓦尼·巴蒂斯塔·多納蒂（Giovanni Battista Donati）是一位義大利天文學家。

## 生平
多納蒂畢業於家鄉比薩的大學，隨後於1852年加入佛羅倫斯天文台，並於1864年被任命為台長。
多納蒂是恆星、太陽和彗星光譜研究的先驅。1860年7月18日，他在西班牙托雷布蘭卡觀測到日全食，並於同年開始恆星光譜學實驗。1862年，他出版了回憶錄《Intorno alle strie degli spettri stellari》，指出了對恆星進行物理分類的可行性.。
多納蒂還使用彗星光譜來確定它們的物理成分，特別是 1864b 彗星，他發現該光譜包含三個發射線，四年後威廉·哈金斯將其鑑定為碳。他發現彗星接近太陽時，光譜發生了變化，太陽加熱導致彗星自己發光，而非反射太陽光：他得出結論，彗星的成分至少部分是氣態的。
1854年至1864年間，他發現了六顆新彗星，其中包括1858年壯觀的多納蒂彗星（C/1858 L1）。
對於1872年2月4日的極光調查使多納蒂將這種現象歸入一個獨特的科學分支，他稱之為「宇宙氣象學」。隔年，他參加維也納科學大會時感染了霍亂，因此去世。

## 外部連結
- G. Donati @ Astrophysics Data System
- Portrait of Giovanni Battista Donati from the Lick Observatory Records Digital Archive, UC Santa Cruz Library's Digital Collections 的存檔，存档日期4 March 2016.